# بسط مجانبی
در ریاضیات، بسط مجانبی یا گسترش ناهَمساویک (Asymptotic expansion)، دنباله‌های ناهمساویک یا گسترش پوانکاره سری‌های صوری از توابعی هستند که بعد از تعداد محدودی قطع می‌شوند. بررسی‌های ژرفتر نشان می‌دهد که بخش واگرای یک بسط مجانبی معنی دار است، یعنی اطلاعاتی دربارهٔ مقدار دقیق تابع گسترش دارد.

## نمونه‌هایی از بسط‌های مجانبی
- تابع گاما

{\displaystyle {\frac {e^{x}}{x^{x}{\sqrt {2\pi x}}}}\Gamma (x+1)\sim 1+{\frac {1}{12x}}+{\frac {1}{288x^{2}}}-{\frac {139}{51840x^{3}}}-\cdots \ (x\rightarrow \infty )}
- انتگرال نمایی

{\displaystyle xe^{x}E_{1}(x)\sim \sum _{n=0}^{\infty }{\frac {(-1)^{n}n!}{x^{n}}}\ (x\rightarrow \infty )}
- تابع زتای ریمان

{\displaystyle \zeta (s)\sim \sum _{n=1}^{N-1}n^{-s}+{\frac {N^{1-s}}{s-1}}+N^{-s}\sum _{m=1}^{\infty }{\frac {B_{2m}s^{\overline {2m-1}}}{(2m)!N^{2m-1}}}}
که {\displaystyle B_{2m}} عدد برنولی است و {\displaystyle s^{\overline {2m-1}}} یک rising factorial است.
این گسترش برای همه همتافت‌های s معتبر است و اغلب برای محاسبه تابع زتا با استفاده از مقادیر بزرگ از N برای نمونه
{\displaystyle N>|s|} استفاده می‌شود.
- تابع خطا

{\displaystyle {\sqrt {\pi }}xe^{x^{2}}{\rm {erfc}}(x)=1+\sum _{n=1}^{\infty }(-1)^{n}{\frac {(2n)!}{n!(2x)^{2n}}}.}